# باولو ساباك
باولو ساباك (10 فبراير 1999 ببلجيكا - ) هو لاعب كرة قدم بلجيكي في مركز الوسط. لعب مع نادي جينك.

## روابط خارجية
- باولو ساباك على موقع الاتحاد البلجيكي (الإنجليزية)
- باولو ساباك على موقع قاعدة بيانات كرة القدم.إي يو (الإنجليزية)
- باولو ساباك على موقع Soccerway.com (الإنجليزية)
- باولو ساباك على موقع AS.com (الإسبانية)